# Calamaria bitorques
Calamaria bitorques este o specie de șerpi din genul Calamaria, familia Colubridae, descrisă de Wilhelm Peters în anul 1872. A fost clasificată de IUCN ca specie cu risc scăzut. Conform Catalogue of Life specia Calamaria bitorques nu are subspecii cunoscute.

## Galerie

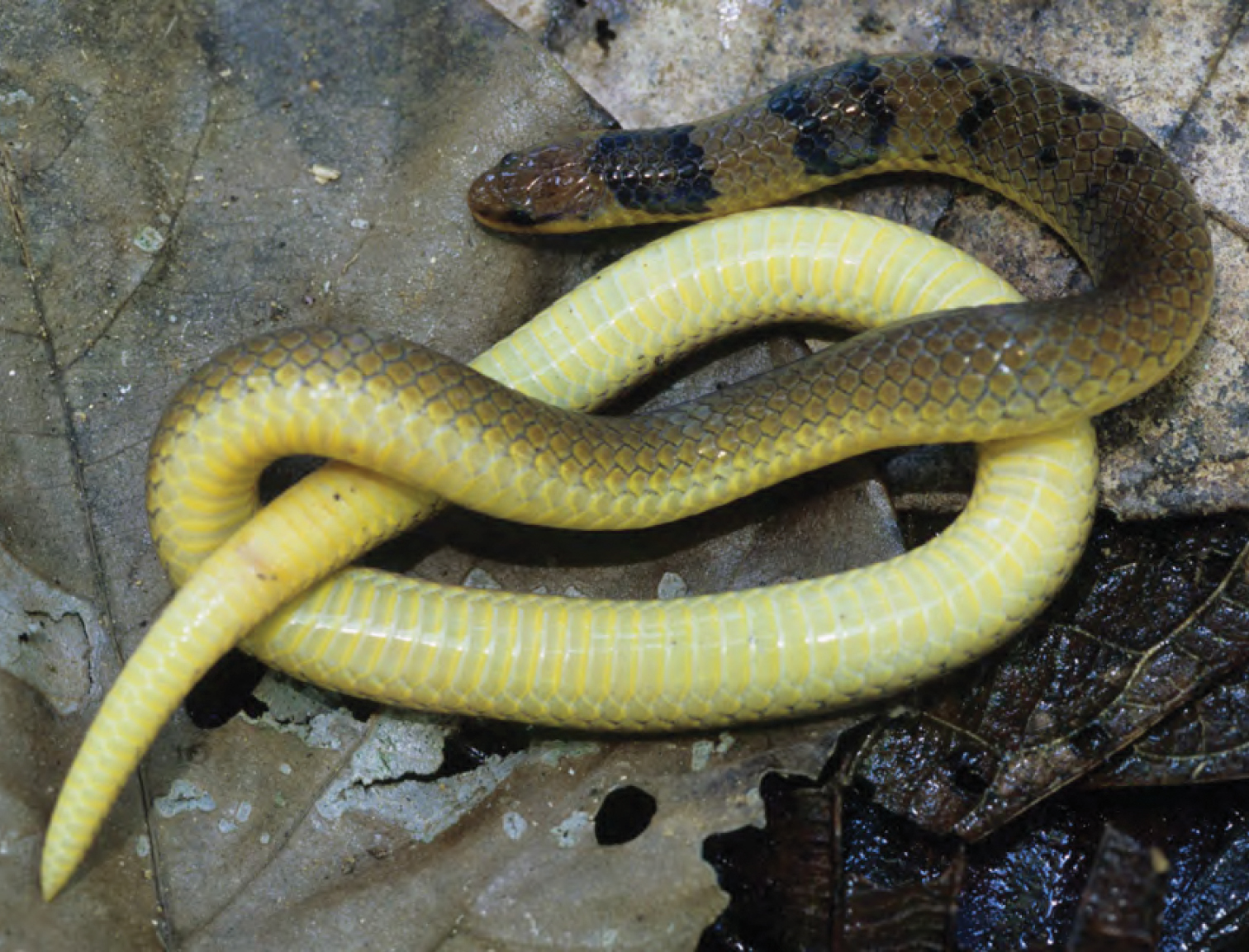